# Mikulášová
Mikulášová es un municipio del distrito de Bardejov en la región de Prešov, Eslovaquia, con una población estimada a final del año 2024 de 124 habitantes.
Se encuentra ubicado en el centro-norte de la región, cerca del río Topľa (cuenca hidrográfica del río Tisza) y de la frontera con Polonia.

## Demografía
| Año        | 1994 | 2004     | 2014     | 2024    |
| ---------- | ---- | -------- | -------- | ------- |
| Población  | 170  | 146      | 130      | 124     |
| Diferencia |      | −14,11 % | −10,95 % | −4,61 % |

| Año        | 2023 | 2024   |
| ---------- | ---- | ------ |
| Población  | 125  | 124    |
| Diferencia |      | −0,8 % |